# 生徒会長に忠告
『生徒会長に忠告』（せいとかいちょうにちゅうこく）は、門地かおりによる日本のBL漫画作品。『ディアプラス』（新書館刊）にて2003年より連載中。
2009年にはPrime TimeからOVA化などのメディアミックスがなされた。セルDVD全2巻発売中。

## あらすじ
｢このイモのどこにチャームが！？｣ …と思ってたハズなのに……！天然男たらしチャーム炸裂の国斉生徒会長に振り回されつつも面倒を見ているうちに、不覚にもきゅきゅん…と惚れてしまった副会長の知賀クン。だけど会長は激ニブで……！？

## 登場人物
国斉裕三（こくさい ゆうぞう）
声 - 鳥海浩輔
仙足高校柔道部2年。どんな男をも虜にする天然たらし。生徒会長。
痴漢によくあうが、本人は気づいてない
知賀泰広（ちが やすひろ）
声 - 杉田智和
仙足高校柔道部1年。生徒会副会長。男前で、かつては女と適当に遊んでいたが、現在は国斉ひとすじ。
近藤武蔵（こんどう むさし）
声 - 岸尾だいすけ
仙足高校1年柔道部。
阿久津直也（あくつ なおや）
声 - 子安武人
仙足高校2年柔道部。主将。高校No.1選手で国斉の幼なじみ。
雛森俊介（ひなもり しゅんすけ）
声 - 千葉進歩
仙足高校2年。
川和公志郎（かわわ こうしろう）
声 - 遊佐浩二
大学柔道部1年。山城とは幼なじみ。
山城惣（やましろ そう）
声 - 森川智之
大学柔道部1年。名家の末息子だが幼少時から家族に顧みられず、唯一傍にいてくれた川和に強い想いを抱いている。

## OVA

### スタッフ
- 原作 - 門地かおり（『生徒会長に忠告』新書館／ディアプラスコミックス）
- 企画 - 酒井明雄
- プロデューサー - 石津雄一（1話）、森下友紀（2話）
- 監督・演出・絵コンテ - 川久保圭史
- 脚本・構成 - 小石川由宇
- キャラクターデザイン - 広田知子
- 色彩設定 - 鈴木依里
- 色指定・検査 - 佐藤彰柚（1話）、山下宮緒（2話）
- 音響監督 - 阿部信行
- 編集 - 天手毛天（1話）、まつい（2話）
- アニメーション制作・製作 - PrimeTime
- 発売 - 株式会社ゑにっく
- 販売 - 株式会社アムモ

### サブタイトルリスト
| 発売日         | 話数   | サブタイトル                                    | 脚本       | 絵コンテ   | 演出       | 作画監督            |
| -------------- | ------ | ----------------------------------------------- | ---------- | ---------- | ---------- | ------------------- |
| 2009年11月27日 | 第一話 | 会長は…違う意味でもラッシュに揉まれておりました | 小石川由宇 | 川久保圭史 | 川久保圭史 | 広田知子 中野繭子   |
| 2010年4月30日  | 第二話 | 会長と…一夜を明かすことになりました             | 小石川由宇 | 巴里       | 川久保圭史 | 広田知子 大塚みどり |

## 関連商品

### 漫画
- 『生徒会長に忠告1』（新書館〈ディアプラスコミックス〉、2005年9月30日発売）ISBN 4-403-66120-3
- 『生徒会長に忠告2』（新書館〈ディアプラスコミックス〉、2006年7月29日発売）ISBN 4-403-66145-9
- 『生徒会長に忠告3』（新書館〈ディアプラスコミックス〉、2008年4月26日発売）ISBN 978-4-403-66203-4
- 『生徒会長に忠告4』（新書館〈ディアプラスコミックス〉、2009年5月30日発売）ISBN 978-4-403-66245-4
- 『生徒会長に忠告5』（新書館〈ディアプラスコミックス〉、2010年10月30日発売）ISBN 978-4-403-66292-8
- 『生徒会長に忠告6』（新書館〈ディアプラスコミックス〉、2012年8月30日発売）ISBN 978-4-403-66356-7
- 『生徒会長に忠告7』（新書館〈ディアプラスコミックス〉、2014年5月30日発売）ISBN 978-4-403-66425-0

### ドラマCD
- 『生徒会長に忠告』（新書館、2006年10月25日発売）SWCD-020
  - 初回特典は描き下ろしレポートマンガも収録。
- 『生徒会長に忠告2』（新書館、2008年11月20日発売）SWCD-030
  - 初回特典は描き下ろしプチコミックス付。
- 『生徒会長に忠告3』（新書館、2011年2月3日発売）SWCD-042
  - 初回特典は描き下ろしプチコミックス付。
- 『生徒会長に忠告4』（新書館、2011年3月3日発売）SWCD-043
  - 初回特典はフリートークCD付。
- 『生徒会長に忠告5』（新書館、2012年12月14日発売）SWCD-059
  - 初回特典はフリートークCD付。
- 『生徒会長に忠告6』（新書館、2013年10月18日発売）SWCD-068
  - 初回特典はフリートークCD付。

### DVD
（初回限定特装版 片面1層 MPEG-2 組枚数:1 発売元:ゑにっく）
セルDVD初回版特典
- 原作者描き下ろし外箱
- 原作者描き下ろしコミック
- 24Pブックレット
- 録り下ろしドラマCD
- 『生徒会長に忠告』第一話「会長は…違う意味でもラッシュに揉まれておりました」（2009年11月27日発売）ANDS-13003
- 『生徒会長に忠告』第二話「会長と…一夜を明かすことになりました」（2010年4月30日発売）ANDS-13004